# Gonocarpus elatus
Gonocarpus elatus là một loài thực vật có hoa trong họ Haloragaceae. Loài này được (A.Cunn. ex Fenzl) Orchard miêu tả khoa học đầu tiên năm 1975.